# ژیمون
رودخانه ژیمون (به انگلیسی: Gimone) رودخانه‌ای است که در فرانسه جریان دارد.